# Temporada 2002 de la CART World Championship Series
La temporada 2002 de la FedEx CART World Championship Series fue la vigesimocuarta temporada de la Championship Auto Racing Teams y siendo también parte del Campeonato de Monoplazas de Estados Unidos, se corrieron 19 carreras, iniciando el 10 de marzo en Monterrey, México, y terminando el 17 de octubre en Ciudad de México, México. El campeón del FedEx CART World Championship Series (último año de patrocinio de la compañía FedEx) fue para el piloto brasileño Cristiano da Matta. El destacado novato de la temporada, fue el piloto mexicano Mario Domínguez.

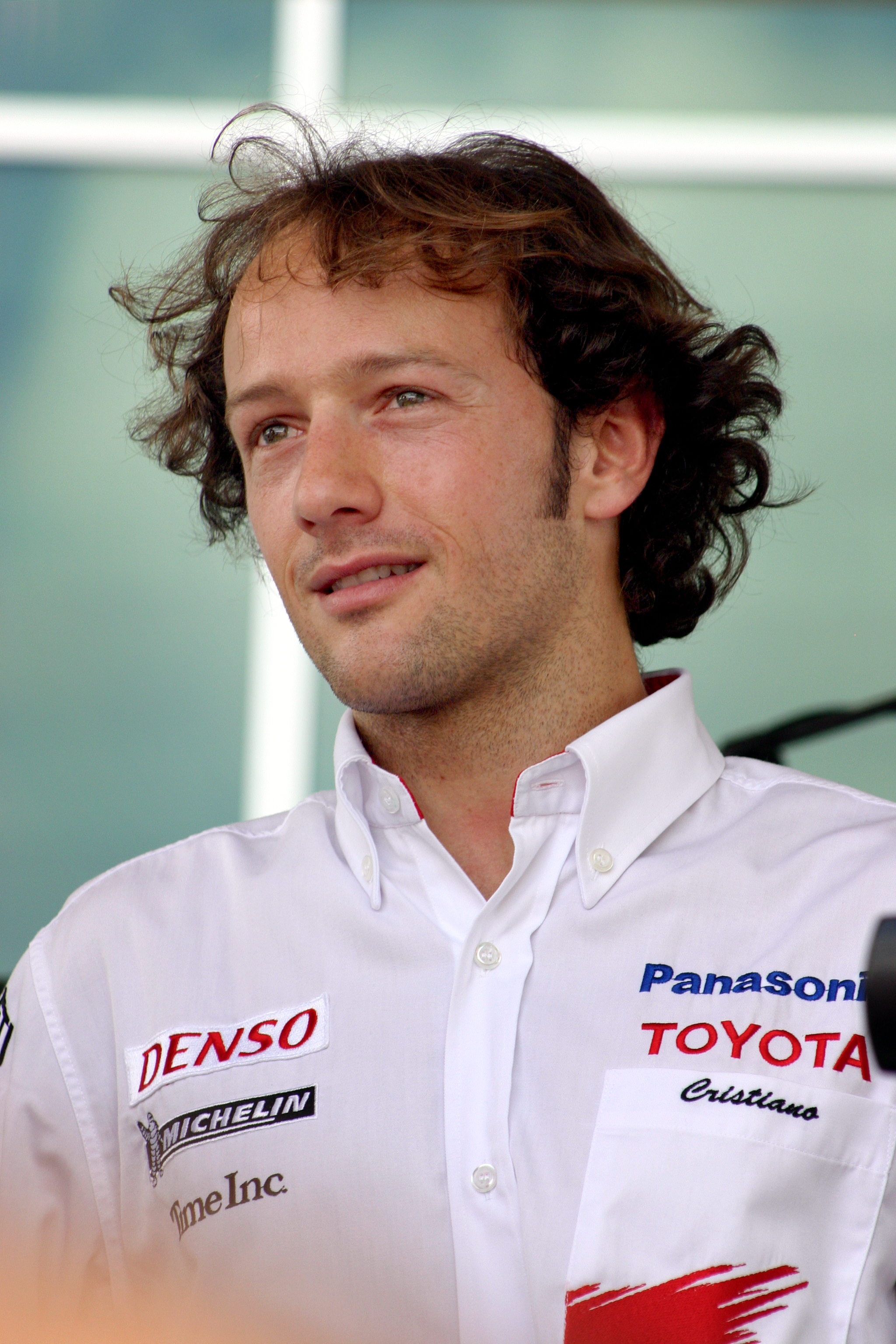
El brasileño Cristiano da Matta se adjudicó el título de la Championship Auto Racing Teams de 2002 antes de saltar a la Fórmula 1 con el equipo Toyota.

## Pilotos y equipos
Desde el 2002, la marca japonesa de neumáticos B Bridgestone se convirtió en el proveedor exclusivo de neumáticos para la CART, en sustitución de F Firestone, una asociación que continuaría hasta la última temporada de la CART hasta finales de 2007. La temporada de 2002 fue la última en ofrecer múltiples fabricantes de motores, ya que Ford/Cosworth fabricarían el motor oficial de la categoría hasta el final de la serie.
| Equipo                               | Chasis                 | Motor         | Neumático | N.º | Piloto(s)            | Rondas             |
| ------------------------------------ | ---------------------- | ------------- | --------- | --- | -------------------- | ------------------ |
| Newman/Haas Racing                   | Lola B02/00            | Toyota        | B         | 1   | Cristiano da Matta   | 17-19              |
| Newman/Haas Racing                   | Lola B02/00            | Toyota        | B         | 6   | Cristiano da Matta   | 1-16               |
| Newman/Haas Racing                   | Lola B02/00            | Toyota        | B         | 11  | Christian Fittipaldi | Todas              |
| Team Player's/Indeck Forsythe Racing | Reynard 02i            | Ford-Cosworth | B         | 33  | Alex Tagliani        | Todas              |
| Team Player's/Indeck Forsythe Racing | Reynard 02i            | Ford-Cosworth | B         | 32  | Patrick Carpentier   | Todas              |
| Team KOOL Green                      | Reynard 02i/Lola B2/00 | Honda         | B         | 26  | Paul Tracy           | Todas              |
| Team KOOL Green                      | Reynard 02i/Lola B2/00 | Honda         | B         | 27  | Dario Franchitti     | Todas              |
| Herdez Competition                   | Lola B02/00            | Ford Cosworth | B         | 16  | Mario Domínguez      | Rondas 1-4         |
| Herdez Competition                   | Lola B02/00            | Ford Cosworth | B         | 55  | Mario Domínguez      | Rondas 5-19        |
| Walker Racing                        | Reynard 02I            | Ford Cosworth | B         | 5   | Toranosuke Takagi    | Todas              |
| Team Motorola                        | Reynard 02i            | Honda         | B         | 39  | Michael Andretti     | Todas              |
| PWR Championship Racing              | Lola B2/00             | Toyota        | B         | 7   | Scott Dixon          | Rondas 1-3         |
| PWR Championship Racing              | Lola B2/00             | Toyota        | B         | 17  | Oriol Servià         | Rondas 1-3         |
| Target Chip Ganassi Racing           | Lola B2/00             | Toyota        | B         | 4   | Bruno Junqueira      | Todas              |
| Target Chip Ganassi Racing           | Lola B2/00             | Toyota        | B         | 12  | Kenny Bräck          | Todas              |
| Target Chip Ganassi Racing           | Lola B2/00             | Toyota        | B         | 44  | Scott Dixon          | Rondas 4-19        |
| Mo Nunn Racing                       | Reynard 02i            | Honda         | B         | 10  | Tony Kanaan          | Todas              |
| Team Rahal                           | Lola B02/00            | Ford Cosworth | B         | 9   | Michel Jourdain Jr.  | Todas              |
| Team Rahal                           | Lola B02/00            | Ford Cosworth | B         | 8   | Jimmy Vasser         | Todas              |
| Sigma Autosport                      | Lola B2/00             | Ford-Cosworth | B         | 22  | Max Papis            | Rondas 1-5         |
| Team St. George Dale Coyne Racing    | Lola B2/00             | Ford-Cosworth | B         | 19  | Darren Manning       | Ronda 15           |
| Team St. George Dale Coyne Racing    | Lola B2/00             | Ford-Cosworth | B         | 19  | André Lotterer       | Ronda 19           |
| Patrick Racing                       | Reynard 02i/Lola B2/00 | Toyota        | B         | 20  | Townsend Bell        | Rondas 1-9         |
| Patrick Racing                       | Reynard 02i/Lola B2/00 | Toyota        | B         | 20  | Oriol Servià         | Rondas 10-19       |
| Fernández Racing                     | Lola B2/00             | Honda         | B         | 51  | Adrián Fernández     | Rondas 1-10, 12-17 |
| Fernández Racing                     | Lola B2/00             | Honda         | B         | 51  | Max Papis            | Rondas 11, 18      |
| Fernández Racing                     | Lola B2/00             | Honda         | B         | 51  | Luis Díaz            | Ronda 19           |
| Fernández Racing                     | Lola B2/00             | Honda         | B         | 52  | Shinji Nakano        | Todas              |

## Calendario y resultados
| Rond. | Fecha            | Carrera                                                                                  | Localización                            | Pole position      | Piloto ganador     | Equipo ganador                  |
| ----- | ---------------- | ---------------------------------------------------------------------------------------- | --------------------------------------- | ------------------ | ------------------ | ------------------------------- |
| 1     | 10 de marzo      | Tecate/Telmex Grand Prix of Monterrey Circuito Urbano Parque Industrial Fundidora        | Monterrey, México                       | Adrián Fernández   | Cristiano da Matta | Newman/Haas Racing              |
| 2     | 14 de abril      | Toyota Grand Prix of Long Beach Circuito callejero de Long Beach                         | Long Beach, California                  | Jimmy Vasser       | Michael Andretti   | Team Motorola                   |
| 3     | 27 de abril      | Bridgestone Potenza 500 Twin Ring Motegi                                                 | Motegi, Japón                           | Bruno Junqueira    | Bruno Junqueira    | Target Chip Ganassi Racing      |
| 4     | 2 de junio       | Miller Lite 250 Milwaukee Mile                                                           | West Allis, Wisconsin                   | Adrián Fernández   | Paul Tracy         | Team KOOL Green                 |
| 5     | 9 de junio       | Bridgestone Grand Prix of Monterey Featuring the Shell 300 Mazda Raceway Laguna Seca     | Monterey, California                    | Cristiano da Matta | Cristiano da Matta | Newman/Haas Racing              |
| 6     | 16 de junio      | G.I. Joe's 200 Portland International Raceway                                            | Portland, Oregón                        | Cristiano da Matta | Cristiano da Matta | Newman/Haas Racing              |
| 7     | 30 de junio      | CART Grand Prix of Chicago Chicago Motor Speedway                                        | Cicero, Illinois                        | Dario Franchitti   | Cristiano da Matta | Newman/Haas Racing              |
| 8     | 7 de julio       | Molson Indy Toronto Circuito Callejero de Exhibition Place                               | Toronto, Ontario                        | Cristiano da Matta | Cristiano da Matta | Newman/Haas Racing              |
| 9     | 14 de julio      | Marconi Grand Prix of Cleveland Presented by U.S. Bank Cleveland Burke Lakefront Airport | Cleveland, Ohio                         | Cristiano da Matta | Patrick Carpentier | Player's/Indeck Forsythe Racing |
| 10    | 28 de julio      | Molson Indy Vancouver Circuito callejero de Vancouver                                    | Vancouver, Columbia Británica           | Cristiano da Matta | Dario Franchitti   | Team KOOL Green                 |
| 11    | 11 de agosto     | CART Grand Prix of Mid-Ohio Mid-Ohio                                                     | Lexington, Ohio                         | Patrick Carpentier | Patrick Carpentier | Player's/Indeck Forsythe Racing |
| 12    | 18 de agosto     | The Grand Prix at Road America featuring the Motorola 220 Road America                   | Elkhart Lake, Wisconsin                 | Bruno Junqueira    | Cristiano da Matta | Newman/Haas Racing              |
| 13    | 25 de agosto     | Molson Indy Montreal Circuito Gilles Villeneuve                                          | Montreal, Quebec, Canadá                | Cristiano da Matta | Dario Franchitti   | Team KOOL Green                 |
| 14    | 1 de septiembre  | Shell Grand Prix of Denver Circuito callejero de Denver                                  | Denver, Colorado                        | Bruno Junqueira    | Bruno Junqueira    | Newman/Haas Racing              |
| 15    | 14 de septiembre | Sure for Men Rockingham 500 Rockingham Motor Speedway                                    | Corby, Reino Unido                      | Kenny Bräck        | Bruno Junqueira    | Target Chip Ganassi Racing      |
| 16    | 6 de octubre     | Grand Prix Americas Circuito de Bayfront Park                                            | Miami, Florida                          | Tony Kanaan        | Cristiano da Matta | Newman/Haas Racing              |
| 17    | 27 de octubre    | Honda Indy 300 Circuito callejero de Surfers Paradise                                    | Surfers Paradise, Queensland, Australia | Cristiano da Matta | Mario Domínguez    | Herdez Competition              |
| 18    | 9 de noviembre   | The 500 Presented by Toyota Auto Club Speedway                                           | Fontana, California                     | Tony Kanaan        | Jimmy Vasser       | Team Rahal                      |
| 19    | 17 de noviembre  | Gran Premio Telmex-Gigante Presented by Banamex/Visa Autódromo Hermanos Rodríguez        | Ciudad de México, México                | Bruno Junqueira    | Kenny Bräck        | Target Chip Ganassi Racing      |

     Óvalo
     Circuito

## Clasificaciones

### Campeonato de Pilotos
| Pos. | Piloto               | MTY | LBH | MOT | MIL | LAG | POR | CHI | TOR | CLE | VAN | MDO | ROA | MTL | DEN | ROC | MIA | SUR | FON | MEX | Puntos |
| ---- | -------------------- | --- | --- | --- | --- | --- | --- | --- | --- | --- | --- | --- | --- | --- | --- | --- | --- | --- | --- | --- | ------ |
| 1    | Cristiano da Matta   | 1*  | 8   | 13  | 11  | 1*  | 1*  | 1*  | 1*  | 16  | 12  | 13  | 1   | 2   | 3   | 2   | 1*  | 8*  | 11  | 2   | 237    |
| 2    | Bruno Junqueira      | 11  | 17  | 1   | 10  | 4   | 2   | 2   | 14  | 13  | 9   | 4   | 3   | 13  | 1*  | 5   | 5   | 14  | 9   | 3   | 164    |
| 3    | Patrick Carpentier   | 7   | 19  | 4   | 15  | 5   | 5   | 16  | 10  | 1*  | 5   | 1*  | 7   | 15  | 17  | 3   | 16  | 2   | 3   | 4   | 157    |
| 4    | Dario Franchitti     | 2   | 9   | 3   | 12  | 19  | 3   | 3   | 13  | 14  | 1   | 17  | 12  | 1*  | 18  | 1   | 10  | 7   | 10  | 5   | 148    |
| 5    | Christian Fittipaldi | 3   | 13  | 12  | 4   | 2   | 13  | 14  | 3   | 12  | 13  | 2   | 6   | 7   | 5   | 17  | 2   | 11  | 7   | 15  | 122    |
| 6    | Kenny Bräck          | 18  | 5   | 17  | 8   | 3   | 15  | 18  | 2   | 4   | 18  | 6   | 14  | 18  | 7   | 8*  | 13  | 4   | 12  | 1   | 114    |
| 7    | Jimmy Vasser         | 20  | 2   | 20  | 9   | 8   | 16  | 17  | 6   | 6   | 17  | 8   | 5   | 5   | 10  | 7   | 3   | 12  | 1*  | 11  | 114    |
| 8    | Alex Tagliani        | 5   | 16  | 2   | 19  | 10  | 12  | 7   | 7   | 5   | 7   | 7   | 2   | 11  | 12  | 18  | 4   | 6   | 8   | 10  | 111    |
| 9    | Michael Andretti     | 12  | 1*  | 16  | 7   | 11  | 9   | 15  | 11  | 2   | 6   | 3   | 10  | 8   | 13  | 10  | 8   | 9   | 2   | 17  | 110    |
| 10   | Michel Jourdain Jr.  | 4   | 4   | 5   | 5   | 9   | 6   | 10  | 12  | 9   | 4   | 11  | 9   | 6   | 9   | 11  | 6   | 10  | 13  | 13  | 105    |
| 11   | Paul Tracy           | 8   | 7   | 19  | 1*  | 17  | 17  | 9   | 16  | 3   | 2*  | 18  | 13* | 4   | 8   | 19  | 12  | 3   | 17  | 16  | 101    |
| 12   | Tony Kanaan          | 16  | 20  | 15* | 16  | 12  | 8   | 8   | 17  | 8   | 3   | 14  | 4   | 3   | 6   | 15  | 9   | 5   | 4   | 8*  | 99     |
| 13   | Scott Dixon          | 6   | 18  | 9   | 6   | 6   | 7   | 6   | 5   | 15  | 16  | 5   | 17  | 10  | 2   | 12  | 18  | 15  | 6   | 7   | 97     |
| 14   | Adrián Fernández     | 13  | 10  | 7   | 2   | 18  | 14  | 13  | 9   | 11  | 8   |     | 18  | 12  | 4   | 14  | 7   | DNS |     |     | 59     |
| 15   | Toranosuke Takagi    | 14  | 6   | 8   | 14  | 16  | 18  | 4   | 8   | 7   | 15  | 12  | 15  | 14  | 15  | 6   | 15  | DNS | 18  | 6   | 53     |
| 16   | Oriol Servià         | 10  | 11  | 6   |     |     |     |     |     |     | 14  | 10  | 16  | 16  | 11  | 4   | 17  | 16  | 5   | 9   | 44     |
| 17   | Shinji Nakano        | 15  | 12  | 10  | 18  | 14  | 11  | 5   | 4   | 10  | 11  | 9   | 11  | 9   | 16  | 16  | 14  | 13  | 15  | 14  | 43     |
| 18   | Mario Domínguez      | 17  | 14  | 11  | 17  | 15  | 10  | 11  | 18  | 17  | 10  | 16  | 8   | 17  | 14  | 13  | 11  | 1   | 16  | 18  | 37     |
| 19   | Max Papis            | 9   | 3   | 18  | 3   | 13  |     |     |     |     |     | 15  |     |     |     |     |     |     | 14  |     | 32     |
| 20   | Townsend Bell        | 19  | 15  | 14  | 13  | 7   | 4   | 12  | 15  | 18  |     |     |     |     |     |     |     |     |     |     | 19     |
| 21   | Darren Manning       |     |     |     |     |     |     |     |     |     |     |     |     |     |     | 9   |     |     |     |     | 4      |
| 22   | André Lotterer       |     |     |     |     |     |     |     |     |     |     |     |     |     |     |     |     |     |     | 12  | 1      |
| 23   | Luis Díaz            |     |     |     |     |     |     |     |     |     |     |     |     |     |     |     |     |     |     | 19  | 0      |
| Pos. | Piloto               | MTY | LBH | MOT | MIL | LAG | POR | CHI | TOR | CLE | VAN | MDO | ROA | MTL | DEN | ROC | MIA | SUR | FON | MEX | Puntos |

| Color          | Result                                             |
| -------------- | -------------------------------------------------- |
| Oro            | Ganador                                            |
| Plata          | Segundo lugar                                      |
| Bronce         | Tercer lugar                                       |
| Verde          | Cuarto y quinto lugar                              |
| Celeste        | 6.º-12.º lugar (terminó la carrera)                |
| Azul oscuro    | Finalizó la carrera fuera del Top 12               |
| Violeta        | No finalizó la carrera                             |
| Rojo           | No se clasificó a la carrera (DNQ)                 |
| Marrón         | Retiro del evento (Ret)                            |
| Negro          | Descalificado (DSQ)                                |
| Blanco         | No comenzó la carrera (DNS)                        |
| Sin color      | No participó (DNP)                                 |
| Negrita        | Pole position                                      |
| Cursiva        | Piloto que hizo la vuelta más rápida de la carrera |
| *              | Piloto con más vueltas lideradas                   |
| Novato del Año |                                                    |
| Novato         |                                                    |

### Sistema de Puntuación
Los puntos para la temporada se otorgaron sobre la base de los lugares obtenidos por cada conductor (independientemente de que si el coche está en marcha hasta el final de la carrera):
| Posición | 1  | 2  | 3  | 4  | 5  | 6 | 7 | 8 | 9 | 10 | 11 | 12 |
| Puntos   | 20 | 16 | 14 | 12 | 10 | 8 | 6 | 5 | 4 | 3  | 2  | 1  |

#### Puntos de bonificación
- 1 Punto Para la Pole Position
- 1 Punto por liderar la mayoría de vueltas de la carrera

### Copa de Naciones
| Pos. | País           | MTY | LBH | MOT | MIL | LAG | POR | CHI | TOR | CLE | VAN | MDO | ROA | MTL | DEN | ROC | MIA | SUR | FON | MEX | Puntos |
| ---- | -------------- | --- | --- | --- | --- | --- | --- | --- | --- | --- | --- | --- | --- | --- | --- | --- | --- | --- | --- | --- | ------ |
| 1    | Brasil         | 1   | 8   | 1   | 4   | 1   | 1   | 1   | 1   | 8   | 3   | 2   | 1   | 2   | 1   | 2   | 1   | 5   | 4   | 2   | 325    |
| 2    | Canadá         | 5   | 7   | 2   | 1   | 5   | 5   | 7   | 7   | 1   | 2   | 1   | 2   | 4   | 8   | 3   | 4   | 2   | 3   | 4   | 247    |
| 3    | Estados Unidos | 12  | 1   | 14  | 7   | 7   | 4   | 12  | 6   | 2   | 6   | 3   | 5   | 5   | 10  | 7   | 3   | 9   | 1   | 11  | 164    |
| 4    | Reino Unido    | 2   | 9   | 3   | 12  | 19  | 3   | 3   | 13  | 14  | 1   | 17  | 12  | 1   | 18  | 1   | 10  | 7   | 10  | 5   | 148    |
| 5    | México         | 4   | 4   | 5   | 2   | 9   | 6   | 10  | 9   | 9   | 4   | 11  | 8   | 6   | 4   | 11  | 6   | 1   | 13  | 13  | 142    |
| 6    | Suecia         | 18  | 5   | 17  | 8   | 3   | 15  | 18  | 2   | 4   | 18  | 6   | 14  | 18  | 7   | 8   | 13  | 4   | 12  | 1   | 113    |
| 7    | Nueva Zelanda  | 6   | 18  | 9   | 6   | 6   | 7   | 6   | 5   | 15  | 16  | 5   | 17  | 10  | 2   | 12  | 18  | 15  | 6   | 7   | 96     |
| 8    | Japón          | 14  | 6   | 8   | 14  | 14  | 11  | 4   | 4   | 7   | 11  | 9   | 11  | 9   | 15  | 6   | 14  | 13  | 15  | 6   | 73     |
| 9    | España         | 10  | 11  | 6   |     |     |     |     |     |     | 14  | 10  | 16  | 16  | 11  | 4   | 17  | 16  | 5   | 9   | 44     |
| 10   | Italia         | 9   | 3   | 18  | 3   | 13  |     |     |     |     |     | 15  |     |     |     |     |     |     | 14  |     | 32     |
| 11   | Alemania       |     |     |     |     |     |     |     |     |     |     |     |     |     |     |     |     |     |     | 12  | 1      |
| Pos. | País           | MTY | LBH | MOT | MIL | LAG | POR | CHI | TOR | CLE | VAN | MDO | ROA | MTL | DEN | ROC | MIA | SUR | FON | MEX | Puntos |

### Copa de Constructores de Chasis
| Pos. Final | Chasis  | Puntos |
| ---------- | ------- | ------ |
| 1          | Lola    | 401    |
| 2          | Reynard | 235    |
| Pos. Final | Chasís  | Puntos |

### Copa de Motoristas
| Pos. Final | Motor          | Puntos |
| ---------- | -------------- | ------ |
| 1          | Toyota         | 332    |
| 2          | Honda          | 283    |
| 3          | Ford/ Cosworth | 259    |
| Pos. Final | Motor          | Puntos |